# Bulbophyllum foetidolens
Bulbophyllum foetidolens là một loài phong lan thuộc chi Bulbophyllum.